# جاكي ستيوارت
جاكي ستيوارت (بالإنجليزية: Jackie Stewart)‏ (23 يناير 1929 في المملكة المتحدة - 2004) هو لاعب كرة قدم بريطاني في مركز جناح ‏. لعب مع دونفرملين أثلتيك ونادي والسول ونادي إيست فيف ونونيتون بورو ‏ ورابطة كرة القدم الاسكتلندية الحادية عشر ‏.